# Meibom-Drüse
Die Meibom-Drüsen (auch Tarsaldrüsen, lateinisch Glandulae tarsales) sind Talgdrüsen am Rand der oberen und unteren Augenlider. Benannt sind sie nach Heinrich Meibom (1638–1700), einem Arzt und Anatomen aus Helmstedt.

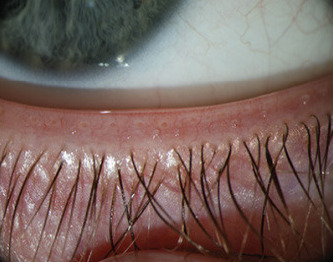
Die Mündungen der Meibom-Drüsen sind als Reihe von Punkten entlang des Lidrands zwischen Wimpern und Limbus corneae zu erkennen

## Funktion
Die etwa 30 oberen und 20 unteren Drüsen enden am Rand der Tarsalplatten des Augenlids, anders als die Zeisschen und die Mollschen Drüsen, die sich ebenfalls im Augenlid befinden. Die Meibom-Drüsen geben eine ölige Flüssigkeit (Sebum palpebrale) ab, die sich mit der von den Tränendrüsen abgegebenen Tränenflüssigkeit vermischt und dafür sorgt, dass letztere nicht zu schnell verdunstet. Das eingetrocknete Sekret dieser Drüsen wird im Volksmund auch als „Schlafsand“ bezeichnet. Dieser „Stein im Auge“ wurde, überliefert im Papyrus Ebers, im Alten Ägypten mit Bleierde und Spießglanz oder Menninge und Natron behandelt.

## Erkrankungen
Eine eingeschränkte oder fehlende Funktion der Meibom-Drüsen, evtl. genetisch bedingt, führt zu trockenen Augen und reduziert die Stabilität der Tränenflüssigkeit durch die Lipide der Drüsen. Eine weitere Störung stellt eine chronische Lidrandentzündung (Blepharitis) dar. Häufiges Befeuchten der Augen mit Augentropfen („künstliche Tränen“) und tägliches Spülen mit z. B. leicht gesalzenem Wasser unter Zuhilfenahme einer kleinen Plastikschale, einer sog. Augenbadewanne, kann die Beschwerden verringern.
Eine akute Entzündung der Meibomschen Drüsen mit Staphylokokken kann zu einem Gerstenkorn (Hordeolum internum) führen. Liegt eine chronische Entzündung vor, spricht man von einem Hagelkorn (Chalazion). Ursache hierfür ist zumeist eine Verstopfung der Drüsenausführungsgänge.

## Funktionsstörung durch Isotretinoin
2013 fanden Ding et al. in vitro Hinweise, dass der hauptsächlich zur Aknetherapie eingesetzte Wirkstoff  Isotretinoin auf die Meibom-Drüse vergleichbar wirken könnte wie auf die Talgdrüse. Sie stellten fest, dass Isotretinoin die Zellproliferation unterdrückt, den Zelltod induziert und die Expression von 6726 Genen signifikant verändert. Diese Effekte könnten zumindest teilweise für die mit Isotretinoinanwendung zusammenhängende Störung der Meibom-Drüsenfunktion verantwortlich gemacht werden.